# 金澤俊
金澤 俊（かなざわ すぐる、1974年7月10日 - ）は、日本の政治家。北海道苫小牧市長（1期）。元苫小牧市議会議員（5期）。

## 経歴
北海道苫小牧市で生まれ育つ。1993年北海道苫小牧東高等学校卒業。1997年同志社大学文学部社会学科卒業を卒業。同年三菱商事に入社。2004年苫小牧市役所に入り3年間勤務。2007年苫小牧市議会議員選挙に初当選。以降5期連続当選。2019年第37代苫小牧市議会議長就任。

### 市長選挙
2024年10月、自由民主党苫小牧市部は現市長の岩倉博文が体調不良により辞職する見通しであることを受け、市長選に同党の金澤を擁立することを決めた。12月8日に市長選の投開票が行われ岩倉から後継指名を受けた金澤と元苫小牧市職員の田村一也との一騎打ちとなり金澤が約4000票差で田村を振り切った。※当日有権者数：140,247人 最終投票率：38.7%（前回比：+4.71pts）
開票結果は、当選 金澤俊（50歳）無所属 （自由民主党苫小牧支部、公明党苫小牧総支部、新党大地推薦）新 28,879票（53.67%）、田村一也（49歳）無所属 （立憲民主党、社会民主党推薦、日本共産党自主支援）新 24,925票（46.33%）だった。